# Ion Brătianu

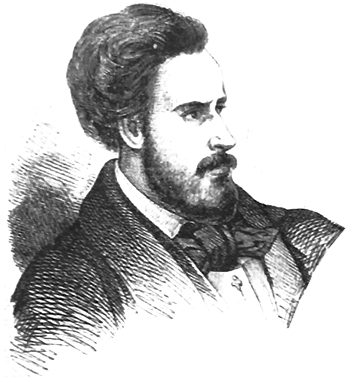
Ion Brătianu 1848.

Ion Constantin Brătianu, född 2 juni 1821 och död 16 maj 1891, var en Rumänsk politiker. Han var bror till Dimitrie Brătianu och far till Ionel och Vintila Brătianu.

## Biografi
Tillsammans med brodern Dimitrie deltog han först i Parisrevolutionen och därefter i upproret i Valakiet. Tillsammans med brodern förvisades han också efter upprorsrörelsen och återvände hem 1857, sedan Parisfreden 1856 reglerat förhållandena i Rumänien. Brătianu invaldes i Valakiets parlament och var en kort tid 1860 minister hos Alexandru Ioan Cuza men kom inte till makten förrän med furst Carol, den blivande kungen. 1867-68 var Brătianu både finans- och inrikesminister, och visade som sådan stor kraft men också hänsynslöshet och avlägsnades till stor del på grund av påtryckning från stormakternas sida. Efter ett kort tid som kammarpresident, och en konflikt med furst Carol, som dock bilades, blev Brătianu 1876 konseljpresident, och tillika chef för det nationalliberala partiet. Som sådan ledde han sitt land fram till 1888, med undantag för en kort tid 1881, då brodern Dimitrie var regeringschef. Han var samtidigt inrikes-. finans- och utrikesminister, och var den som 1877 proklamerade Rumäniens självständighet som stat och 1881 införde ett ärftligt kungadöme. Självständigheten från Turkiet vanns med rysk hjälp, men redan vid Berlinkongressen började Brătianu närma sig Tyskland och knöt på 1880-talet förbindelser med Bismarck. Ett växande missnöje med hans egenmäktiga regerande orsakade hans fall 1888, närmast organiserat av brodern Dimitrie i samråd med ryska och panslavistiska kretsar. Brătianu genomdrev lagar, som förbättrade böndernas villkor 1882 och införde en utvidgad valrätt 1884. Han var även livligt verksam som publicist.